# Große Pfeffermuschel
Die Große Pfeffermuschel (Scrobicularia plana) ist eine entlang der westeuropäischen, mediterranen und nordwestafrikanischen Küsten vorkommende Muschelart aus der Familie der Pfeffermuscheln (Semelidae).

## Merkmale der Schale
Die gleichklappigen Gehäuse der Großen Pfeffermuschel werden bis zu 65 Millimeter lang und sind auch fast gleichseitig. Die Wirbel sitzen nur sehr wenig vor der Mittellinie (in Bezug auf die Gehäuselänge). Sie sind im Umriss eiförmig und im Querschnitt relativ flach. Das Vorderende ist breitgerundet, das Hinterende ist enger gerundet. Es ist ein externes und internes Ligament vorhanden. Das dunkelbraune, externe Ligament ist klein und liegt unmittelbar hinter den Wirbeln. Das interne Ligament ist große, opisthodet und sitzt in einem halbkreisförmigen Chondrophor direkt unterhalb des externen Ligaments. Das Schloss weist in der rechten Klappe zwei kleine Kardinalzähne auf. In der linken Klappe sitz dagegen nur ein Kardinalzahn. Lateralzähne fehlen. Es sind zwei Schließmuskeln vorhanden, der vordere ist länglich, der hintere tropfenförmig. Die Mantellinie ist tief eingebuchtet, die Bucht erreicht die Mittellinie. 
Die Schale ist dünn und zerbrechlich. Die Oberfläche weist zahlreiche feine, konzentrische Zuwachsringe auf. Die Außenseite ist weiß, hellgrau oder gelblich und meist entlang der Grenzen der Zuwachsringe am dunkelsten. Die Schaleninnenseite ist weiß oder gelblich. Das Periostracum ist ein dünner, hellbrauner Überzug. Der Gehäuserand ist glatt.

## Verbreitung
Die Große Pfeffermuschel kommt an den Küsten des Ostatlantik von Norwegen bis Westafrika vor sowie in der von Nord- und Ostsee und im Mittelmeer.

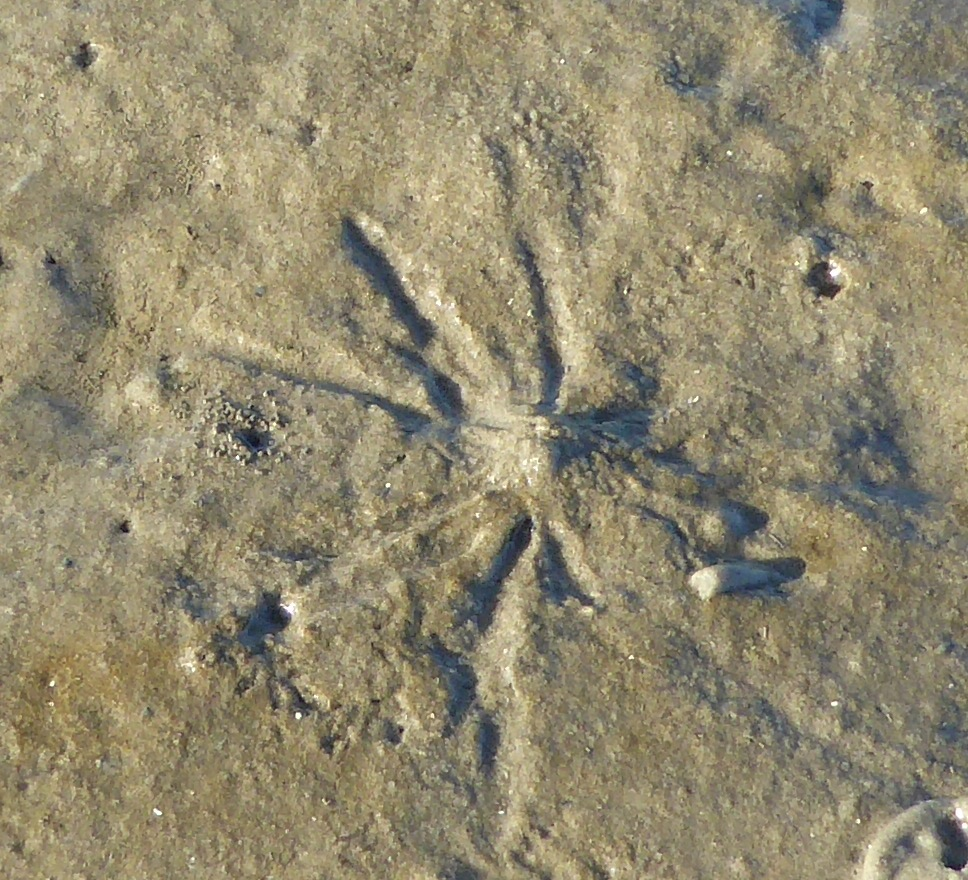
Typische Fraßspuren der Großen Pfeffermuschel

Die Tiere besiedeln schlammige Böden mit viel organischem Material in der Gezeitenzone und in Ästuaren. Sie sind bis zu 20 Zentimeter tief im Boden eingegraben und ernähren sich von Material, das sie mit dem längeren Atemsipho von der Oberfläche absammeln. Sie hinterlassen dabei charakteristische, sternförmige Fraßspuren. Der Sipho wird aufgrund seiner exponierten Stellung häufig von Fressfeinden abgebissen, kann aber innerhalb von etwa fünf Tagen regeneriert werden. Die Ernährung erfolgt aber auch durch Filtrieren des Atemwassers.
Die Fortpflanzung der getrenntgeschlechtlichen Tiere findet im Sommer statt. Nach zwei bis drei Wochen als planktonische Veligerlarve setzen sich die Tiere ab und können dann ein Alter von bis zu 18 Jahren erreichen.

## Wirtschaftliche Nutzung
Die Muscheln wurden noch im 19. Jahrhundert vor allem von der ärmeren Bevölkerung in Südwestfrankreich gesammelt und gegessen. Sie hat heute keinen kommerziellen Wert bzw. wird nicht befischt. Der Name Pfeffermuschel rührt übrigens von einem scharfen Beigeschmack des Muschelfleisches her.

## Taxonomie
Das Taxon wurde 1778 von Emanuel Mendes da Costa als Trigonella plana in die Literatur eingeführt. Neben der Großen Pfeffermuschel erkennt MolluscaBase noch eine zweite Art in der Gattung an: Scrobicularia cottardi (Payraudeau, 1826). Je nach Autor wird die Große Pfeffermuschel entweder in die Familie Semelidae oder in eine eigene Familie Scrobiculariidae gestellt, welche dann nur die Gattung Scrobicularia enthält. MolluscaBase fasst die Scrobulariidae als Synonym der Familie Semelidae auf. 

## Belege

### Online
- Marine Bivalve Shells of the British Isles: Scrobicularia plana (da Costa, 1778) (Website des National Museum Wales, Department of Natural Sciences, Cardiff)